# Forten (poliaminoácido)

## Forten®
É um poliaminoácido com formulação exclusiva, produzido pelo laboratório Chiesi , indicado como tônico energizante e reconstituinte.

## Resultados de eficácia
Em estudo-piloto realizado com sujeitos idosos sobre a suplementação oral de aminoácidos, concluiu-se que a ingestão diária deste medicamento melhora a capacidade vital e a força muscular isométrica máxima, sem afetar os parâmetros metabólicos. Portanto, a suplementação pode representar uma intervenção benéfica para a manutenção do bom estado físico em idosos.1
Além disso, como Forten® é um poliaminoácido, as ações isoladas de seus respectivos ativos, amplamente estudados e utilizados na prática médica, geram a essência de sua ação farmacológica. A seguir, comprovações científicas das ações de cada um de seus aminoácidos e vitamina.

## L-Arginina
A arginina é um aminoácido semiessencial que é requerido durante os períodos de crescimento, stress severo e lesões. Este aminoácido é um substrato para a síntese protéica, mas também tem ação como regulador das funções bioquímicas celulares, agindo pela conversão de um grande número de compostos biológicos. A arginina é utilizada por uma grande variedade de vias metabólicas que produzem diversos compostos como óxido nítrico, fosfato de creatina, poliaminoácidos, ornitina, citrulina, entre outros, e suas reservas são primariamente reguladas por duas enzimas: arginase (parte do ciclo da uréia) e oxido nítrico sintase.
Este aminoácido possui diversos efeitos no corpo, que incluem modulação do sistema imune, melhora da cicatrização, aumento da secreção de hormônios, melhora do tônus vascular e das funções endoteliais. Suas ações são mediadas por vias dependentes e independentes de óxido nítrico. O óxido nítrico modula muitas funções celulares incluindo tonificação vascular, expressão de moléculas de adenosina, adesão de leucócitos e agregação plaquetária. Ele melhora o sistema imunológico em pacientes sadios e doentes e estimula a cicatrização, e, além disso, possui diversas atividades psicológicas e farmacológicas.
Uma das funções mais importantes da arginina é no sistema cardiovascular. A arginina é convertida a óxido nitroso e citrulina na presença da enzima NOS. O óxido nítrico, por sua vez, tem um papel importante como regulador do sistema vascular atuando como vasodilatador. Em relação a seu potencial antioxidante, apresentou seus efeitos diminuindo a liberação de peróxido pelas células endoteliais.
Como estimulador da insulina, glicólise e secreção de prolactina, a arginina tem um papel importante no metabolismo da glicose, proteínas e lipídios. Além disso, a arginina produz efeitos benéficos adicionais em relação ao sistema imune, particularmente reações ligadas às células T.2

## Dexfosfosserina (fosfoserina) e fosfato de levotreonina (fosfotreonina)
A dexfosfosserina (fosfoserina) e fosfato de levotreonina (fosfotreonina) melhoram a transmissão dos impulsos nervosos. Ambos apresentaram bons resultados em casos de sobrecarga intelectual e fadiga mental.
A serina e a treonina, nos seus radicais fosforilados, também são muito importantes para o metabolismo das células nervosas. 3
A dexfosfosserina (fosfoserina) e fosfato de levotreonina (fosfotreonina) são substratos para a síntese da enzima acetilcolinesterase (AChE). Sua ação de melhora da transmissão dos impulsos nervosos está intimamente ligada a esta síntese. Esta enzima liga-se à membrana basal na fenda sináptica das sinapses colinérgicas, onde sua função consiste em hidrolisar o transmissor liberado. 4

## Glutamina
A glutamina é o aminoácido mais abundante nos seres humanos e possui muitas funções no organismo. É o principal transportador de nitrogênio na forma amino entre as células e uma fonte de energia importante para a rápida multiplicação celular como, por exemplo, nas células do sistema imunológico e gastrointestinal. É importante na síntese dos ácidos nucléicos, de glutationa, citrulina, arginina, glutamina, ácido gama-aminobutírico (GABA) e glicose. Também tem ações sobre o crescimento, integridade gastrointestinal, homeostase ácido-base e melhora da função imune.
Porém, sua ação principal está ligada ao sistema nervoso central, uma vez que as funções cerebrais são particularmente mediadas por duas substâncias produzidas a partir da glutamina: glutamato, o principal neurotransmissor excitatório, e pelo ácido gama aminobutírico (GABA), o principal neurotransmissor inibitório.5 Além disso, a glutamina é um precursor de síntese de nucleotídeos como adenosina trifosfato (ATP), purinas, pirimidinas e outros aminoácidos. O ATP (fonte energética) é produzido através da respiração celular, sendo fonte de energia para os mais diversos processos e atividades do corpo humano.
Em condições fisiológicas normais a concentração de glutamina plasmática é mantida em um nível constante. A homeostase da glutamina depende do balanço entre sua produção e sua utilização pelos diferentes tecidos e órgãos do corpo. A suplementação por glutamina fundamenta-se no aumento da síntese protéica (efeito anabólico) e/ou redução da proteólise (efeito anticatabólico), por ser substrato para gliconeogênese bem como combustível do sistema imunológico. Assim, a glutamina evita a imunossupressão após exercício intenso, por participar da ressíntese de glicogênio e da síntese de neurotransmissores e ainda diminui a acidose metabólica.6
Outra importante função é que durante situações de stress, exercícios físicos extenuantes e convalescência, ocorrem grandes mudanças no fluxo de glutamina. A suplementação desse aminoácido melhora esses parâmetros.7

## Triptofano
O triptofano é precursor da serotonina, que tem um papel importante na transmissão do impulso nervoso, exercendo uma forte ação sobre as células nervosas. Com doses menos elevadas que as utilizadas em psiquiatria, ele ajudaria a célula normal a vencer a fadiga ocasionada pelo esgotamento. Segundo Brodie e Costa, a serotonina coordenaria a atividade simpática com as atividades somatomotoras e determinaria o comportamento protetivo e o recuperativo. Além disso, possui um papel importante na regulação do sono.8
A síntese da serotonina (5-hidroxitriptamina) ocorre por uma via de duas etapas a partir do aminoácido essencial triptofano. A primeira etapa ocorre através da triptofano hidroxilase, uma oxidase de função mista que necessita de oxigênio molecular, e a segunda através da redução do co-fator pteridina. A captação ativa do triptofano é o primeiro passo na síntese de serotonina no cérebro. Ao contrário de tirosina hidroxilase, a enzima triptofano hidroxilase não é regulada pela inibição do produto final, apesar da regulação por fosforilação ser comum a ambas as enzimas. Triptofano hidroxilase no cérebro não está saturada com substrato, consequentemente, a quantidade de triptofano no cérebro influencia a síntese de serotonina. Este aminoácido é transportado ativamente para o cérebro através de um carregador que também transporta outros aminoácidos neutros de cadeias grandes; assim, os níveis de triptofano no cérebro são influenciados não apenas pela sua concentração no plasma, mas também pela presença de concentrações plasmáticas de outros aminoácidos, que completa a absorção para o cérebro através do carregador.9
Cabe ressaltar que, em condições fisiológicas normais, 70-90% do triptofano que circula no sangue está ligado à albumina plasmática, enquanto que 10-30% está na forma livre. Os aminoácidos de cadeia ramificada (ou ACR – leucina, valina e isoleucina) competem com o triptofano livre pela ligação ao mesmo transportador de aminoácidos neutros na barreira hematoencefálica. Desse modo, a entrada de triptofano no sistema nervoso central (SNC) é regulada pela razão plasmática triptofano livre/ACR e favorecida pela diminuição da concentração de ACR no sangue, decorrente do aumento da sua taxa de oxidação. Sendo assim, a diminuição dos estoques de glicogênio, o aumento da oxidação de ACR e a elevação da concentração de ácidos graxos plasmáticos atuam como fatores relevantes no aumento da síntese do neurotransmissor serotonina no SNC, fato este dependente da disponibilidade de triptofano – precursor da serotonina – no SNC. Este neurotransmissor possui diversas funções fisiológicas, uma vez que atua no humor, letargia, comportamento individual, regulação do sono, temperatura corporal e pressão arterial, supressão do apetite e alterações na percepção de esforço físico.10

## Hidroxocobalamina (B12)
A vitamina B12 é hidrossolúvel e não é sintetizada pelo organismo humano, sendo encontrada em alimentos de origem animal. Sua deficiência é muito frequente em idosos, vegetarianos e indivíduos que adotam baixa dieta protéica ou apresentam problemas de absorção gastrintestinal. A deficiência de vitamina B12 leva a transtornos hematológicos, neurológicos e cardiovasculares, principalmente por interferir no metabolismo da homocisteína (Hcy) e nas reações de metilação do organismo. Muitas vezes a deficiência pode permanecer assintomática por longos períodos, desencadeando uma deficiência crônica que, se mantida, pode levar a manifestações neurológicas irreversíveis. As manifestações neurológicas devem-se a danos progressivos dos sistemas nervosos central e periférico, e tipicamente manifestam-se com polineurites, principalmente sensoriais, nas extremidades distais, ataxia e reflexo de Babinski. Além disso, são comuns relatos de déficits de memória, disfunções cognitivas, demência e transtornos depressivos.11
Em um estudo realizado com um grupo de alunos deficientes mentais, todos mostrando o mesmo nível mental e todos na mesma classe diferencial, 15 indivíduos foram tratados com uma associação de aminoácidos essenciais e hidroxocobalamina por um mês e 15 foram utilizados como controle. Os efeitos sobre a memória e a atenção foram avaliados. Em todos os casos tratados, houve melhora subjetiva da saúde geral e do humor. Os resultados sobre o sistema nervoso central podem ser considerados interessantes, levando-se em conta o curto período de tratamento e o padrão do experimento (grupo controle).3